# Eva Romanová
Eva Romanová (* 27. Januar 1946 in Olmütz) ist eine ehemalige tschechische Eiskunstläuferin, die im Eistanz für die Tschechoslowakei startete.
Ihr Eistanzpartner war ihr Bruder Pavel Roman. Das Geschwisterpaar trat zunächst im Paarlauf an. Hier wurden sie bei den tschechoslowakischen Meisterschaften 1957 Dritte und 1958 und 1959 Zweite. Bei ihrer ersten Europameisterschaft traten sie 1959 sowohl im Paarlauf wie auch im Eistanz an. Im Paarlauf wurden sie Zwölfte und Letzte und im Eistanz Siebte. Danach spezialisierten sie sich auf den Eistanz. Seit den 1950er-Jahren war ihre Trainerin Míla Nováková. 1962 gewann das Geschwisterpaar in Genf mit Bronze ihre erste Medaille bei Europameisterschaften und in Prag bei ihrer ersten Weltmeisterschaftsteilnahme ihren ersten Weltmeistertitel, als sie ihre Rivalen Christian und Jean Paul Guhel aus Frankreich hinter sich ließen. Eva war erst 16 und Roman 19 Jahre alt. Ein Jahr später gewannen sie bei der Europameisterschaft in Budapest die Silbermedaille hinter Linda Shearman und Michael Phillips. Nach dieser Europameisterschaft gewannen sie alle Wettbewerbe, an denen sie teilnahmen. Sie verteidigten 1963 in Cortina d’Ampezzo ihren WM-Titel. 1964 wurden sie in Grenoble erstmals Europameister. In Dortmund gewannen sie ihre dritte Goldmedaille bei Weltmeisterschaften. 1965 wurden Eva Romanová und Pavel Roman in Moskau zum zweiten Mal Europameister und in Colorado Springs zum vierten Mal in Folge Weltmeister. Danach beendeten sie ihre Amateurkarriere und liefen bei der Eisrevue Holiday on Ice.
Mit vier WM-Titeln werden sie nur noch von Ljudmila Pachomowa und Alexander Gorschkow aus der Sowjetunion übertroffen, die es auf insgesamt sechs Titel brachten.
Eva Romanová heiratete Jackie Graham und lebt mit ihm auf einer Farm in Texas.

## Ergebnisse

### Eistanz
(mit Pavel Roman)
| Wettbewerb / Jahr     | 1959 | 1960 | 1961 | 1962 | 1963 | 1964 | 1965 |
| --------------------- | ---- | ---- | ---- | ---- | ---- | ---- | ---- |
| Weltmeisterschaften   |      |      |      | 1.   | 1.   | 1.   | 1.   |
| Europameisterschaften | 7.   | 7.   | 5.   | 3.   | 2.   | 1.   | 1.   |